# Danny la terreur
Pour plus de détails, voir Fiche technique et Distribution.
Danny la Terreur est un film américain réalisé par Douglas Horn, sorti directement en vidéo en 2009.

## Synopsis
Danny, 7 ans, est le souffre-douleur des enfants de son école et n'a pas beaucoup d'amis. Pour ses parents, il est certainement un enfant modèle, se proposant à réaliser toutes les corvées de la maison. Il est passionné de baseball et voudrait s'entraîner avec son père. Seulement, voilà : ce dernier part pratiquement tous les soirs à des dîners d'affaires, laissant Danny sous la garde de Janelle, une étudiante. Mais celle-ci ne pourra pas le garder durant un certain temps. C'est alors que Marco, le meilleur et seul ami de Danny, lui parle d'une "liste noire", qui liste les enfants que plus personne ne veut garder. Danny va alors devenir de plus en plus méchant, terrorisant baby-sitter sur baby-sitter.

## Fiche technique
- Titre français : Danny la Terreur
- Titre original : The No-Sit List ou Baby-Sitters Beware
- Réalisation : Douglas Horn
- Scénario : Douglas Horn
- Producteur : Joe Lorenzo
- Coproducteurs : Ben Buffendeau, Chris Morgan, Doug Richardson
- Ingénieur du son : Michael McAuliffe
- Musique : Nathan Lanier
- Superviseur des effets visuels : Douglas Horn
- Directrice du casting : Danielle Lenniger
- Montage : Tony Randel
- Production : Society Entertainment, LP3 Pictures
- Distribution : Phase 4 Films, Sony Pictures Home Entertainment
- Genre : Comédie familiale
- Pays : États-Unis
- Durée : 72 minutes
- Sortie : 2009

## Distribution
- Trenton Rogers : Daniel "Danny" Elvis Parker
- Rico Rodriguez : Marco
- Brittany Renee Finamore : Janelle
- Chris Cleveland : Jim Parker
- Kate Orsini : Wendy Parker
- Luis Anthony : Snook
- Dee Wallace : Mme Julie Greene
- Taylor Negron : M.. Willoughsbag
- Danny Trejo : Clyde Santiego
- Mercedes Colon : La mère de Marco
- Gabrielle Nicole Carbatal : La sœur aînée de Marco
- Raini Rodriguez: La seconde sœur de Marco
- Erica Munoz: La baby-sitter attaquée par une bombe au yaourt
- Jacey Margolis : La baby-sitter qui croit la main de Danny coupée
- Kenny Kelleher : Le baby-sitter aspergé de sauce au piment

## Lieux de tournage
Le film a été tourné dans les trois villes suivantes :
- Burbank en Californie (États-Unis)
- Rockwell Defense Plant - Bellflower & Imperial Highway, Downey, Californie (États-Unis)
- Sylmar, Los Angeles Californie (États-Unis)

## Faux-raccord
La dernière scène, où Danny et ses parents assistent à un match de baseball, a été tournée à la West Michigan Whitecaps. À proximité, les sièges sont de couleur verte, mais à partir de la séquence d'action, ils sont rouges.

## Box-office
La recette du film s'élèverait à environ 150 000 dollars américains.